# Abraham Mar Stephanos
Abraham Mar Stephanos (ur. 15 sierpnia 1969 w Pathanamthitta jako Abraham Kadakkamannil) – duchowny Malankarskiego Kościoła Ortodoksyjnego, od 2022 biskup Wielkiej Brytanii, Europy i Afryki.

## Kapłaństwo
W 1998 został przyjął święcenia subdiakonatu, a rok później diakonatu. 8 kwietnia 2000 otrzymał święcenia kapłańskie. 25 lutego 2022 został wybrany na biskupa. 2 czerwca otrzymał tytuł hieromnicha (ramban). Sakry udzielił mu katolikos Wschodu Baselios Mar Thoma Mathews III 28 lipca. 3 listopada 2022 objął diecezję Wielkiej Brytanii, Europy i Afryki.